# Especiero
Especiero es un recipiente o mueble destinado a contener y conservar las especias para cocinar o para el servicio de mesa. Puede presentarse con múltiples formas y estar fabricado con distintos materiales, desde los primitivos especieros de arcilla hasta los modernos diseños en cerámica, cristal, metal, etc. Voz de origen latino (de «speciarius» y este de «species», "especia"), fue término recogido en el Diccionario latino-español, por el humanista Antonio de Nebrija en ocaso del siglo XV. Este término también puede designar a la "persona que comercia con especias", al boticario e incluso al alquimista.

## Tipos de muebles y envases

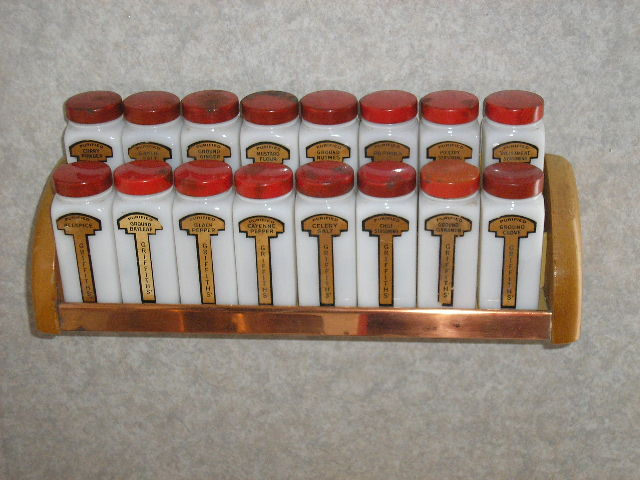
Juego de botes en un moderno mueble especiero.
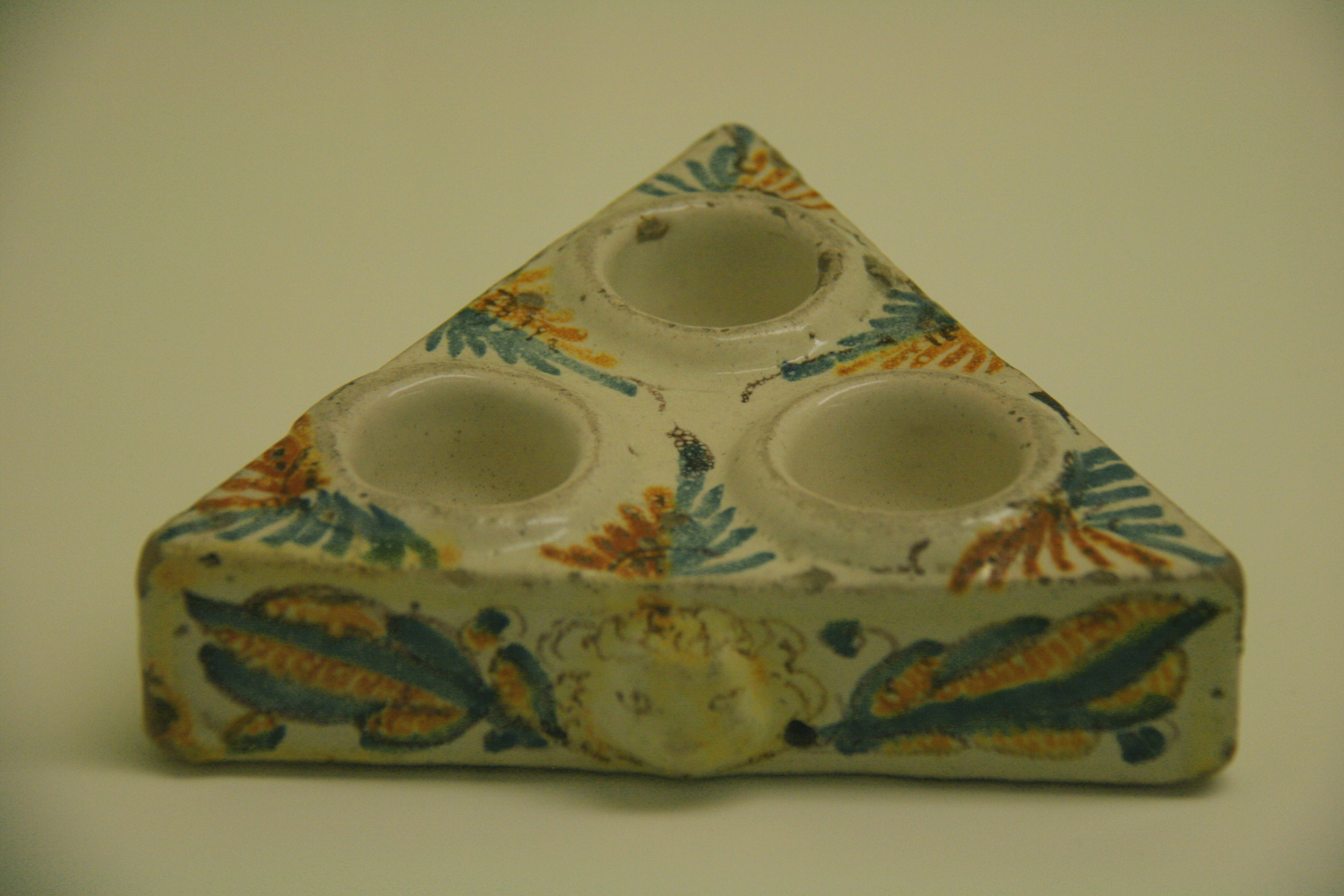
Salero o especiero de mesa. Loza mudéjar aragonesa.
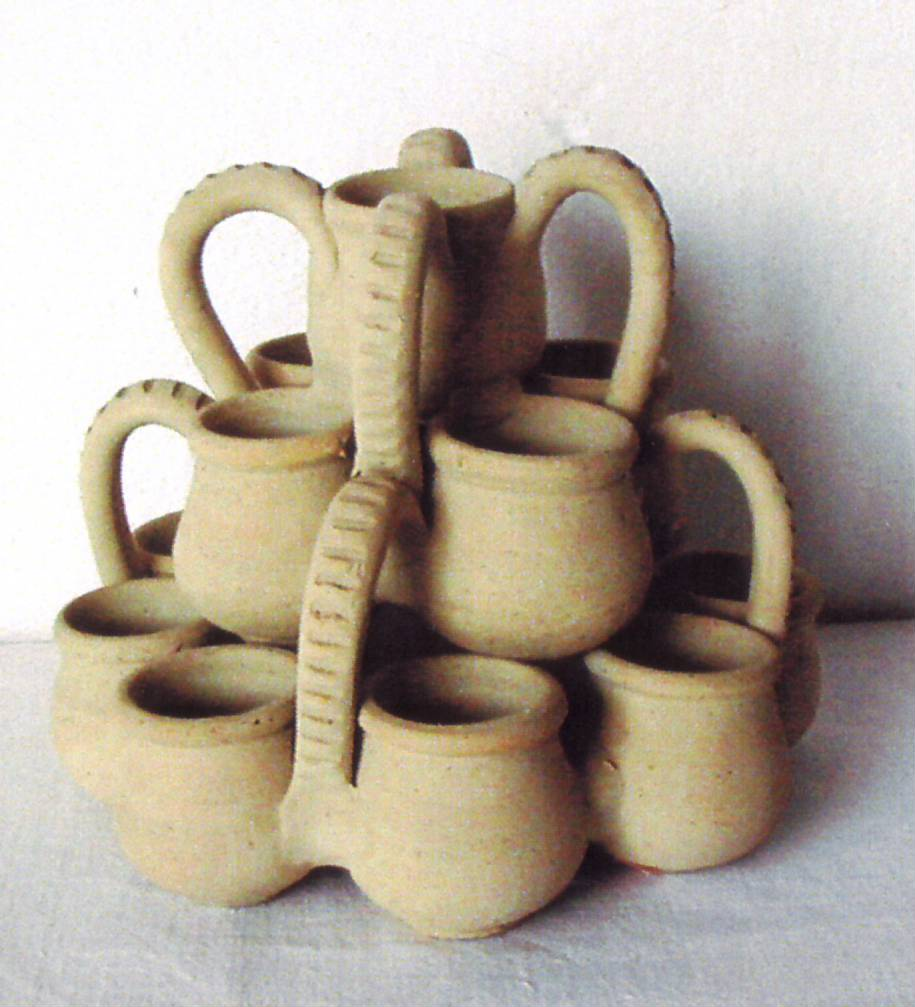
Especiero. Alfarería de Aledo (Murcia, España).
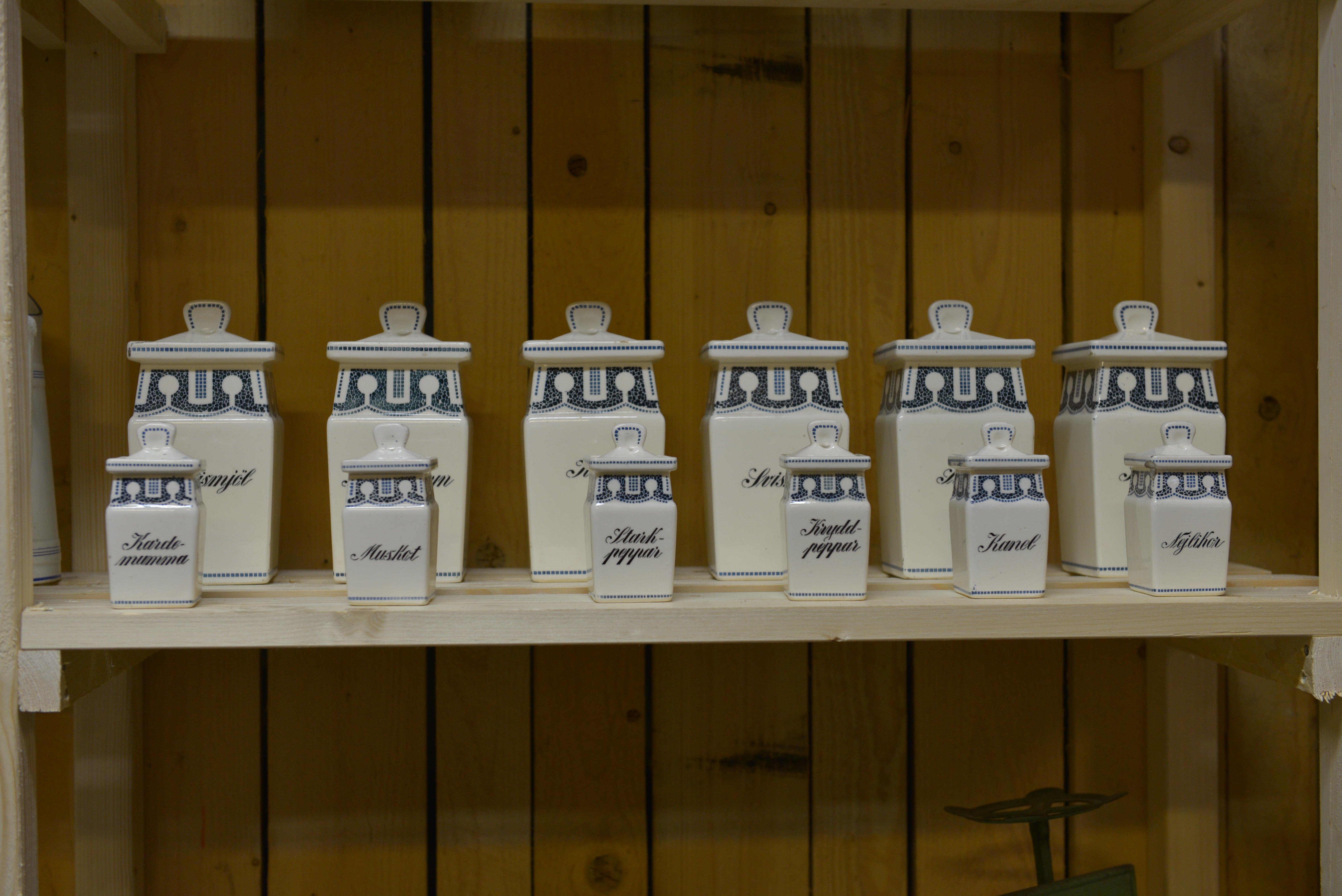
Botamen de un moderno especiero sueco de cerámica.